# Maria Adelaide Aglietta
Maria Adelaide Aglietta (Torino, 4 giugno 1940 – Roma, 20 maggio 2000) è stata una politica italiana, esponente del Partito Radicale prima, dei Verdi Arcobaleno e della Federazione dei Verdi poi, nonché parlamentare italiana ed europea.

## Biografia
Torinese di Cavoretto, sposa un dirigente di azienda, Marco Rocca, con il quale ha due figlie. Nel 1974 inizia a militare nel Partito Radicale, impegnandosi nella campagna per il NO al referendum per l'abrogazione della legge sul divorzio e si separa dal marito, cui vengono affidate le figlie. Dopo la vittoria divorzista, fonda il Centro d'informazione sulla sterilizzazione e sull'aborto di Torino e porta avanti la battaglia per la legalizzazione dell'aborto.

### Segretaria del Partito Radicale
Il 4 novembre 1976, nel corso del 17º congresso del Partito Radicale, viene eletta segretaria, divenendo così la prima donna in Italia a ricoprire la carica di segretaria di un partito politico. In quell'anno, promuove, insieme a Lotta Continua, e porta a termine la raccolta di firme degli "otto referendum contro il regime", di cui due, finanziamento pubblico ai partiti e legge Reale, andranno in votazione l'anno successivo. Durante il primo anno della segreteria s'impegna nel suo più difficile sciopero della fame, durato 73 giorni, per il rispetto della riforma carceraria, contro l'istituzione delle carceri speciali.
Nel 1978 viene sorteggiata, dopo il rifiuto di quasi cento cittadini, quale giurato popolare nel primo processo intentato in Italia ai capi storici delle Brigate Rosse e consente con la sua accettazione, nonostante le minacce di morte ricevute, la formazione della giuria e la tenuta del processo. Su questa esperienza scriverà anche un libro, Diario di una giurata popolare al processo delle Brigate Rosse.

### Deputata alla Camera
Alle elezioni politiche del 1979 viene candidata alla Camera dei deputati ed eletta tra le liste del Partito Radicale nella circoscrizione Torino-Novara-Vercelli. Nella VIII legislatura, quando diventa presidente del gruppo parlamentare dei radicali, è protagonista insieme al suo gruppo di una dura battaglia parlamentare ostruzionistica sulle leggi d'emergenza.
Viene rieletta nel corso delle elezioni del 1983 restando in carica sino al 1985, quando si dimette per permettere la rotazione, a seguito della propria elezione come consigliera regionale in Piemonte.
Viene rieletta alla Camera nel 1987. In questi anni s'impegna con sistematicità sul problema carcerario, a fianco dei detenuti e in particolare dei detenuti politici, sostenendone gli scioperi della fame e le lotte nonviolente, dando un contributo determinante al superamento del regime delle carceri speciali. Sempre in questo periodo segue e coordina la campagna del Partito Radicale fino alla vittoria definitiva in Cassazione sul caso giudiziario di Enzo Tortora, il cui impegno coerente e profondo fa esplodere il problema delle deviazioni del sistema giudiziario italiano e ne fa il simbolo della lotta per una "giustizia giusta".
Alle elezioni amministrative del 1988 viene eletta al consiglio comunale di Trieste, in una lista civica unitaria tra Verdi, Radicali e Ambientalisti denominata "Lista Civica Laica e Verde".

### Europarlamentare e ultimi anni
Nel 1989 è tra le persone che fondano i Verdi Arcobaleno, che dopo il rifiuto opposto dalle Liste Verdi a presentare una lista unitaria e aperta alle elezioni europee di quell'anno, si candida tra le liste dei Verdi Arcobaleno (che ottengono due seggi), venendo eletta nella circoscrizione Italia nord-occidentale. Opta per l'impegno pieno al Parlamento europeo dimettendosi dal parlamento nazionale e dal Consiglio comunale di Trieste. Nel Parlamento europeo è membro titolare nella Commissione Affari Esteri e Sicurezza, nella Commissione Affari Istituzionali e nella Sottocommissione Diritti dell'Uomo.
Viene riconfermata in Parlamento europeo nel 1994, per le liste Verdi. È stata presidente della delegazione per le relazioni con la Bulgaria, la Romania e l'Albania e del Gruppo Verde al Parlamento europeo; membro della Commissione per le relazioni economiche esterne, della Commissione per gli affari istituzionali, della Commissione per gli affari esteri e la sicurezza, della Delegazione per le relazioni con le Repubbliche di Jugoslavia, della Commissione per il regolamento, la verifica dei poteri e le immunità, della Sottocommissione per i diritti dell'uomo, della Delegazione per le relazioni con la Repubblica Popolare Cinese.
Affetta da un tumore al seno, muore nel 2000 dopo la lunga malattia, pochi giorni prima di compiere 60 anni. Le sue spoglie riposano nel cimitero monumentale di Torino.

## Incarichi parlamentari

### Camera dei deputati

#### VIII legislatura
- Capogruppo del Partito Radicale alla Camera dei deputati (dal 20 agosto 1979 al 8 gennaio 1982)
- Componente della 1ª Commissione Affari Costituzionali della Camera dei deputati (dal 6 gennaio 1983 all'11 luglio 1983)
- Componente della 2ª Commissione Affari Interni e della Presidenza del Consiglio della Camera dei deputati (dall'11 luglio 1979 al 16 febbraio 1981)
- Componente della 3ª Commissione Affari Esteri della Camera dei deputati (dal 16 febbraio 1981 al 16 luglio 1981)
- Componente della 9ª Commissione Lavori Pubblici (dal 28 gennaio 1982 al 6 gennaio 1983)
- Componente della 14ª Commissione Igiene e Sanità Pubblica (dal 16 luglio 1981 al 18 gennaio 1982)
- Componente della Commissione parlamentare per l'indirizzo generale e la vigilanza dei servizi radiotelevisivi (dall'11 gennaio 1982 all'11 luglio 1983)
- Componente della Sottocommissione permanente per l'Accesso (dall'11 gennaio 1982 all'11 luglio 1983)

#### IX legislatura
- Componente della 4ª Commissione Giustizia della Camera dei deputati (dal 25 settembre 1984 al 17 giugno 1986)
- Componente della 12ª Commissione Industria e Commercio della Camera dei deputati (dal 12 luglio 1983 al 25 settembre 1984; dal 17 giugno 1986 al 30 settembre 1986)
- Componente della Commissione parlamentare per l'indirizzo generale e la vigilanza dei servizi radiotelevisivi (dall'11 ottobre 1983 al 6 dicembre 1984)
- Componente della Sottocommissione permanente per l'Accesso (dal 18 novembre 1983 al 30 settembre 1986)

#### X legislatura
- Vice-capogruppo del Federalista Europeo alla Camera dei deputati (dal 13 maggio 1988 al 18 aprile 1989)
- Componente della 8ª Commissione Lavori Pubblici della Camera dei deputati (dal 4 agosto 1987 al 17 gennaio 1990)[3]
- Componente della Commissione parlamentare per l'indirizzo generale e la vigilanza dei servizi radiotelevisivi (dal 17 marzo 1988 all'11 ottobre 1989)[3]
- Componente della Sottocommissione RAI per gli indirizzi (dal 17 marzo 1988 all'11 ottobre 1989)[3]
- Componente della Sottocommissione RAI per la pubblicità e per i criteri di spesa (dal 17 aprile 1988 all'11 ottobre 1989)[3]
- Componente della Sottocommissione permanente per l'Accesso (dal 17 aprile 1989 all'11 ottobre 1989)[3]

## Omaggi postumi
Il 20 maggio 2013 il Comune di Fossano ha intitolato una via ad Adelaide Aglietta, mentre il 13 luglio 2013 il Comune di Torino le ha intitolato una strada davanti al carcere "Lorusso e Cotugno", per ricordare il suo impegno politico sulla Giustizia. A Roma, con delibera n. 247 del 22 luglio 2015, le è stata intitolata una via di nuova realizzazione parallela a via di Pietralata, nei pressi della Stazione Tiburtina (Municipio IV).

## Opere
- Diario di una giurata popolare al processo delle Brigate Rosse, Milano Libri, 1979, ristampato nel 2009 da Lindau